# Carlos Javier Benielli
Carlos Javier Benielli (Mendoza, 26 de marzo de 1878–Buenos Aires, 4 de noviembre de 1934) fue un escritor, poeta y docente argentino; es autor de las letras de varias  marchas e himnos dedicados a figuras de la historia argentina que han pasado al acervo común de la cultura del país.
Benielli estudió magisterio en Mendoza, donde se recibió en 1895. Dos años después se recibió de profesor en la Escuela Normal de Profesores "Mariano Acosta" del barrio porteño de Balvanera. Dedicado a la docencia  sin siquiera conocer a Cayetano Alberto Silva violinista, docente y compositor de la música de la Marcha, el 27 de abril de 1907 acometió la letra de la Marcha de San Lorenzo (que había compuesto Silva en 1901). Esta marcha, su obra más famosa, conmemora el combate epónimo y rememora la acción heroica del sargento Juan Bautista Cabral. Escribió también las marchas de Tuyutí y Curupaytí (las dos con música de Silva). Es autor además de Menudencias lingüísticas.
Benielli dedicó 43 años de su vida a la docencia, como reconocimiento hoy lleva su nombre la Escuela 22, sita en la calle Sánchez de Bustamante 260 (Buenos Aires), donde fue director fundador. En 1969 la escuela recibió el nombre de su fundador.
También llevan su nombre las escuelas N.º 6392 del barrio Bouchard de la ciudad de San Lorenzo, provincia de Santa Fe, ubicada sobre la Ruta Nacional N.º 11, que fue fundada en 1953 y la primaria N.º 1189 de Venado Tuerto (provincia de Santa Fe), ubicada en la calle Esperanto 301.
Padre de cinco hijos, falleció en la ciudad de Buenos Aires en 1934; en el 2005 sus restos fueron trasladados al cementerio del Convento de San Lorenzo, donde reciben anualmente el homenaje del Regimiento de Granaderos a Caballo y de miles de visitantes.